# Kaio de Almeida
Kaio Márcio Ferreira Costa de Almeida, (João Pessoa, 19 de octubre de 1984) es un nadador brasileño. También se le conoce como: Kaio Márcio, Kaio Márcio de Almeida, o Kaio Almeida. Kaio rompió dos récords mundiales en curso corto, además de ser campeón del mundo en piscina corta, y finalista olímpico.

## Biografía

### 2003-2004
A la edad de 18 años, Almeida compitió en la semifinal de los 200 m mariposa en lo Campeonato Mundial de Natación de 2003 de Barcelona, donde terminó en el lugar 13. Almeida también nadó el 100 m mariposa, ocupando el lugar 22. En 100 m mariposa, rompió el récord brasileño con un tiempo de 53s98. En 200 m mariposa, rompió un récord sudamericano de 20 años establecido por Ricardo Prado en 1983. Tiempo de Almeida fue de 1m58s83 y el antiguo récord era de 1m59s00.
En agosto de 2003, Almeida compitió en los Juegos Panamericanos de 2003 en Santo Domingo, donde ganó medallas de plata en los 200 m mariposa y 4 × 100 m estilos, y una de bronce en el 100 m mariposa. Rompió sus récords brasileños en los 100 m mariposa con un tiempo de 53s44, y en los 200 m mariposa con un tiempo de 1m58s10, obtenendo el índice olímpico en ambas. En el 4 × 100 m estilos, rompió el récord sudamericano con un tiempo de 3m40s02.
En junio de 2004, participando en la segunda etapa del Circuito Mare Nostrum de Canet, Francia, Almeida rompió el récord sudamericano (en largo corso) en el 200 metros mariposa con un tiempo de 1m57s38, que fue establecido por el venezolano Rafael Vidal desde 1984 (1m57s51).

### Juegos Olímpicos de 2004
Almeida participó en Juegos Olímpicos de Atenas 2004, donde terminó 17 en 100 metros mariposa, 19 en 200 metros mariposa y 15 en 4 × 100 metros estilos.

### 2004-2008
En 10 de septiembre de 2004, Almeida rompió el récord sudamericano en 50 metros mariposa con un tiempo de 23s33. El récord anterior de 23s41 fue establecido en 2001 por Nicholas Santos.
Almeida compitió en el Campeonato Mundial de Natación en Piscina Corta de 2004 celebrada en Indianápolis en octubre. Terminó cuarto en el relevo 4 × 100 metros estilos, rompiendo el récord sudamericano con un tiempo de 3m33s02, junto con César Cielo, Guilherme Guido y Eduardo Fischer. También terminó cuarto en los 50 metros mariposa, solo tres centésimas de segundo de ganar una medalla de bronce, y siete centésimas de segundo de ganar una medalla de plata. Almeida rompió el récord sudamericano en las semifinales con un tiempo de 23s22, y en la final con un tiempo de 23s29. Su tiempo semifinal fue el mismo que el de la medallista de plata Mark Foster. Almeida terminó quinto en el 100 metros mariposa, solo 12 centésimas de segundo de distancia de ganar una medalla de bronce. En este evento, rompió el récord sudamericano dos veces con tiempos de 52s18 en las eliminatorias y 51s80 en la final.
Almeida compitió en lo Campeonato Mundial de Natación de 2005 en Montreal, donde fue finalista en los 100 m mariposa, terminando en el séptimo lugar. También terminó 14º en los 200 m mariposa, y 17 en el 50 m mariposa.
En 2005, dos veces rompió el récord sudamericano en los 50 m mariposa con tiempos de 23s17 el 9 de septiembre y 22s92 el 21 de noviembre. En 17 de diciembre, estableció un nuevo récord mundial en los 50 metros mariposa en curso corto, con un tiempo de 22s60. El poseedor del récord mundial anterior era Ian Crocker de los EE. UU., con un tiempo de 22s71 en octubre de 2004. El récord de Almeida fue golpeado en 2008 por el australiano Matt Jaukovic, que mejoró el récord de 22s50. En diciembre, Almeida también rompió el récord sudamericano en curso corto en los 100 m mariposa con un tiempo de 50s62, y en los 200 m mariposa con un tiempo de 1m53s27. Terminó entre los tres primeros en el ranking mundial de las carreras de mariposa, se convirtió en el poseedor del récord mundial en los 50 metros, y terminó segundo en los 100 metros y la tercera en los 200 metros.
Almeida ganó la medalla de oro en los 100 metros mariposa en el Campeonato Mundial de Natación en Piscina Corta de 2006 celebrada en Shanghái. Fue su título más importante. En la misma competición, también ganó una medalla de bronce en los 50 metros mariposa y 10 terminó en el 200 metros mariposa.
Almeida nadó en el Campeonato Pan-Pacífico de Natación de 2006, donde terminó octavo en los 100 metros mariposa, y en el 200 metros mariposa.
En los Juegos Panamericanos de 2007 en Río de Janeiro, Almeida ganó medallas de oro en el 100 metros mariposa, con un tiempo de 52s05 (un récord de los Juegos Panamericanos), y en 200 metros mariposa en 1m55s45 (un récord de los Juegos Panamericanos y récord Sudamericano) y una de plata en el 4 × 100 metros estilos en 3m35s81 (un récord sudamericano).

### Juegos Olímpicos de 2008
En Juegos Olímpicos de Pekín 2008, Almeida llegó a la final del 200 metros mariposa, terminando en el séptimo lugar. Almeida también terminó 15 º en los 100 metros mariposa y 14 en el relevo 4 × 100 metros estilos.

### 2009-2012
El 8 de mayo de 2009, en Parque Acuático María Lenk, Almeida nadó los 200 m mariposa en 1m53s92, el quinto mejor tiempo en la historia de la prueba y un récord sudamericano. El día anterior, rompió el récord sudamericano de los 100 m mariposa con un tiempo de 51s64, pero no nadó la final, en la que Gabriel Mangabeira estableció un nuevo récord de 51s21.
En lo Campeonato Mundial de Natación de 2009 en Roma, Almeida terminó en cuarto lugar en los 200 m mariposa con un tiempo de 1m54s27. Terminó 20 en los 50 metros mariposa y 29 en los 100 metros mariposa.
En la etapa de Estocolmo de la Copa del Mundo FINA de Natación (curso corto), en noviembre de 2009, Almeida se rompió el récord sudamericano en la clasificación de los 200 metros mariposa con un tiempo de 1m51s46. En la final, estableció un récord mundial en el corto curso de 200 metros mariposa en 1m49s11. El récord fue batido solo cuatro años más tarde, por el sudafricano Chad le Clos. Un día más tarde, ganó otra medalla de oro, batiendo el récord sudamericano para los 100 metros mariposa dos veces con tiempos de 50s34 en las eliminatorias y 49s44 en la final.
Almeida compitió en lo Campeonato Pan-Pacífico de Natación de 2010 en Irvine, donde terminó quinto en los 200 metros mariposa y 11º en los 100 metros mariposa.
En el Campeonato Mundial de Natación en Piscina Corta de 2010 de Dubái, Almeida ganó el bronce en los 100 metros mariposa con un tiempo de 50s33. En los 200 m mariposa, ganó la plata con un tiempo de 1m51s56. Junto con sus compañeros de equipo César Cielo, Felipe Silva y Guilherme Guido, Almeida rompió el récord sudamericano para el relevo 4 × 100 metros estilos con un tiempo de 3m23s12, ganando la medalla de bronce.
En lo Campeonato Mundial de Natación de 2011, celebrado en Shanghái, Almeida terminó décimo en los 200 metros mariposa, 25 en los 100 metros mariposa, y 14 en el relevo 4 × 100 metros estilos.
En los Juegos Panamericanos de 2011 en Guadalajara, Almeida ganó el oro en el relevo 4 x 100 metros estilos y bronce en los 200 metros mariposa.

### Juegos Olímpicos de 2012
Participó en Juegos Olímpicos de Londres 2012, donde Almeida terminó 15 en el 4 × 100 metros estilos, 17 en los 200 metros mariposa, y 28 en los 100 metros mariposa.

### 2012-2016
En el Campeonato Mundial de Natación en Piscina Corta de 2012 de Estambul, terminó cuarto en el relevo 4 × 100 metros estilos, 11 en los 50 metros mariposa y 18 en los 100 metros mariposa.
Kaio Almeida se retiró de la natación y trató de convertir a un político, pero volvió a las piscinas.
En los Juegos Panamericanos de 2015 en Toronto, Almeida ganó una medalla de oro en el relevo 4 × 200 m libre, participando en la calificación. También terminó quinto en los 200 metros mariposa.